# Регистрация судна
Регистрация судна — процесс, в ходе которого судно получает документы государства регистрации. 
Регистрация позволяет судну легально передвигаться по всему миру.

## Правовой статус
Международное право требует, чтобы каждое судно было зарегистрировано в каком-либо государстве, называемой государством его флага Судно подчиняется законодательству этого государства. Принято говорить, что судно «ходит под флагом» государства регистрации.
Государство флага выполняет нормативный контроль судна и обязано регулярно его инспектировать, сертифицировать судовое оборудование и экипаж, а также выдавать документы по безопасности и предотвращению загрязнения окружающей среды. Организация, которая фактически регистрирует судно, называется его реестром (регистром). Реестры могут быть государственными или частными агентствами. В некоторых случаях, например, в рамках Альтернативной программы обеспечения соответствия в США, реестр может поручить проведение проверок третьей стороне.

## Регистр «удобного флага»
Регистр, открытый только для судов своей страны, известен как традиционный или национальный регистр. Регистры, открытые для судов, принадлежащих иностранцам, известны как открытые реестры и иногда называются удобными флагами.
Суда, не имеющие регистрации не защищены морским правом. Однако времена, когда суда ходили только под флагами стран, в которых фактически проживали владельцы, давно прошли. Около половины мирового торгового флота (по тоннажу) зарегистрированы в небольших странах, таких как Либерия, Панама и Маршалловы острова. Страны, не имеющие фактического отношения к судоходству, получили название «удобного флага» (англ. flags of convenience), поскольку они предлагают сниженные налоги, не требуют соблюдения строгих правил трудового законодательства и других запутанных требований. Предоставление такой регистрации служит важным источником дохода для небольших и бедных стран.
Теневой флот
Существование регистров удобного флага способствует разрастанию т. н. «теневого флота» (англ. dark fleet), то есть судов, владельцы которых стремятся укрыться от внимания международных организаций. По данным Atlantic Council, на начало 2024 года количество таких судов насчитывает около 1400 единиц. В основном это нефтетанкеры, задействованные в тайных схемах по сокрытию происхождения груза, что используется, в частности, для обхода санкций, наложенных на экспорт нефти из России. Владельцы таких танкеров также зачастую остаются неизвестными. По данным агентства Lloyd’s List Intelligence, на начало 2024 года 12% мирового танкерного флота является теневым. Например, агентство отмечает, что наиболее быстро растущим является регистр Габона,  используемый, в основном, для прикрытия удобным флагом российских танкеров. На начало 2024 года этот регистр насчитывал 140 единиц.